# Ayros-Arbouix
Ayros-Arbouix [aiʁɔs aʁbwiks] est une commune française située dans l'ouest du département des Hautes-Pyrénées, en région Occitanie. Sur le plan historique et culturel, la commune est dans la province du Lavedan, partie sud-occidentale de la Bigorre et constituée d'un ensemble de sept vallées en amont de la ville de Lourdes.
Exposée à un climat de montagne, elle est drainée par le gave de Pau, le gave d'Azun, le ruisseau d'Aygueberden et par divers autres petits cours d'eau. Incluse dans le Parc national des Pyrénées, la commune possède un patrimoine naturel remarquable : un site Natura 2000 (les « gaves de Pau et de Cauterets (et gorge de Cauterets) ») et deux zones naturelles d'intérêt écologique, faunistique et floristique.
Ayros-Arbouix est une commune rurale qui compte 345 habitants en 2022. Elle fait partie de l'aire d'attraction de Lourdes. Ses habitants sont appelés les Aybouisois ou  Aybouisoises.

## Géographie

### Localisation
1. Carte dynamique
2. Carte Openstreetmap
3. Carte topographique
4. Carte avec les communes environnantes

La commune d'Ayros-Arbouix se trouve dans le département des Hautes-Pyrénées, en région Occitanie.
Elle se situe à 27 km à vol d'oiseau de Tarbes, préfecture du département, et à 3 km d'Argelès-Gazost, sous-préfecture.
Les communes les plus proches sont : 
Vier-Bordes (1,0 km), Saint-Pastous (1,2 km), Préchac (1,5 km), Boô-Silhen (1,7 km), Lau-Balagnas (2,4 km), Argelès-Gazost (2,7 km), Beaucens (3,1 km), Ayzac-Ost (3,3 km).
Sur le plan historique et culturel, Ayros-Arbouix fait partie de la province historique du Lavedan, partie sud-occidentale de la Bigorre et constitué d'un ensemble de sept vallées en amont de la ville de Lourdes. Historiquement, elle  fait partie de la province de Gascogne, et plus particulièrement du comté de Bigorre. La commune est dans le pays Dabant-Aygues qui regroupe huit communes.
Ayros-Arbouix est limitrophe de huit autres communes dont Beaucens au sud-ouest par un simple quadripoint, à Vielle.
| Argelès-Gazost | Boô-Silhen                    | Saint-Pastous  |
| Lau-Balagnas   | Ayros-Arbouix                 | Vier-Bordes    |
| Préchac        | Beaucens (par un quadripoint) | Artalens-Souin |

### Hydrographie

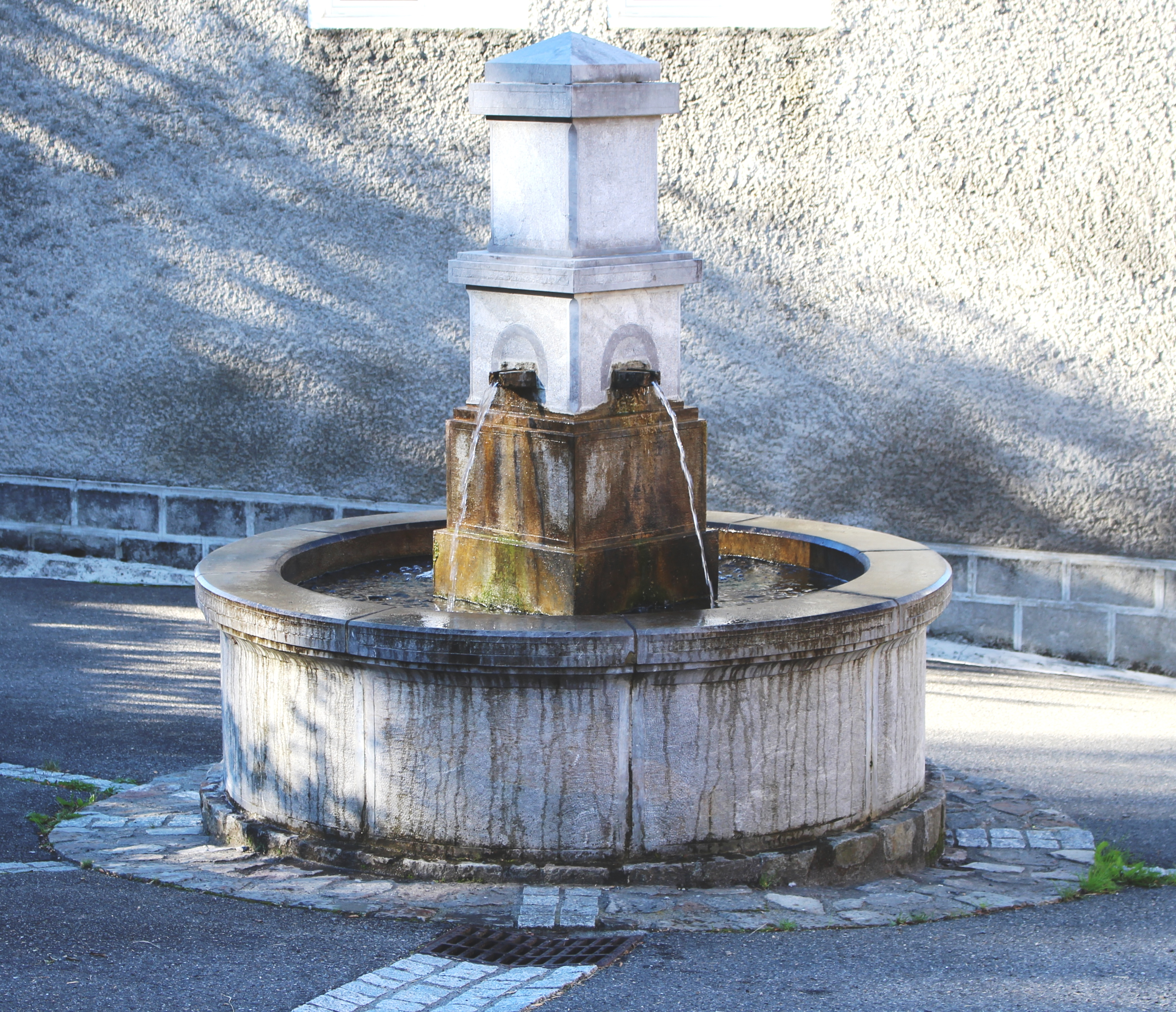
La fontaine.

La commune est dans le bassin de l'Adour, au sein du bassin hydrographique Adour-Garonne. Elle est drainée par le gave de Pau, le gave d'Azun, le ruisseau d'Aygueberden, un bras du Gave de Pau, le ruisseau Estau et par deux petits cours d'eau, constituant un réseau hydrographique de 5 km de longueur totale,.
Le gave de Pau, d'une longueur totale de 192,8 km, prend sa source dans la commune de Gavarnie-Gèdre et s'écoule du sud vers le nord. Il traverse la commune et se jette dans l'Adour à Saint-Loubouer, après avoir traversé 88 communes.
Le gave d'Azun, d'une longueur totale de 29,1 km, prend sa source dans la commune d'Arrens-Marsous et s'écoule du sud vers le nord. Il traverse la commune et se jette dans le gave de Pau à Ayros-Arbouix, après avoir traversé 10 communes.

### Climat
Le climat qui caractérise la commune est qualifié, en 2010, de « climat des marges montargnardes », selon la typologie des climats de la France qui compte alors huit grands types de climats en métropole. En 2020, la commune ressort du type « climat de montagne » dans la classification établie par Météo-France, qui ne compte désormais, en première approche, que cinq grands types de climats en métropole. Pour ce type de climat, la température décroît rapidement en fonction de l'altitude. On observe une nébulosité minimale en hiver et maximale en été. Les vents et les précipitations varient notablement selon le lieu.
Les paramètres climatiques qui ont permis d’établir la typologie de 2010 comportent six variables pour les températures et huit pour les précipitations, dont les valeurs correspondent à la normale 1971-2000. Les sept principales variables caractérisant la commune sont présentées dans l'encadré ci-après.
| Paramètres climatiques communaux sur la période 1971-2000 - Moyenne annuelle de température : 12,3 °C - Nombre de jours avec une température inférieure à −5 °C : 4 j - Nombre de jours avec une température supérieure à 30 °C : 4,7 j - Amplitude thermique annuelle : 14,8 °C - Cumuls annuels de précipitation : 1 248 mm - Nombre de jours de précipitation en janvier : 10,9 j - Nombre de jours de précipitation en juillet : 9,8 j |

Avec le changement climatique, ces variables ont évolué. Une étude réalisée en 2014 par la Direction générale de l'Énergie et du Climat complétée par des études régionales prévoit en effet que la  température moyenne devrait croître et la pluviométrie moyenne baisser, avec toutefois de fortes variations régionales. La station météorologique de Météo-France installée sur la commune et mise en service en 1982 permet de connaître en continu l'évolution des indicateurs météorologiques. Le tableau détaillé pour la période 1981-2010 est présenté ci-après.
| Mois                                  | jan.             | fév.           | mars            | avril           | mai             | juin          | jui.          | août          | sep.          | oct.          | nov.          | déc.            | année      |
| ------------------------------------- | ---------------- | -------------- | --------------- | --------------- | --------------- | ------------- | ------------- | ------------- | ------------- | ------------- | ------------- | --------------- | ---------- |
| Température minimale moyenne (°C)     | 1,5              | 2              | 4               | 5,5             | 9               | 12,3          | 14,4          | 14,3          | 11,6          | 8,8           | 4,5           | 2,5             | 7,6        |
| Température moyenne (°C)              | 6,1              | 6,9            | 9,1             | 10,6            | 14,3            | 17,7          | 19,9          | 19,9          | 17,2          | 14            | 9,2           | 6,9             | 12,7       |
| Température maximale moyenne (°C)     | 10,7             | 11,8           | 14,2            | 15,8            | 19,6            | 23            | 25,4          | 25,4          | 22,8          | 19,3          | 13,9          | 11,3            | 17,8       |
| Record de froid (°C) date du record   | −17,5 09.01.1985 | −13 10.02.1986 | −10 01.03.05    | −4,2 02.04.1984 | −1,5 07.05.1982 | 3 01.06.06    | 6 09.07.1996  | 4 29.08.1986  | 2 28.09.1993  | −2 29.10.12   | −9 23.11.1988 | −8 28.12.05     | −17,5 1985 |
| Record de chaleur (°C) date du record | 24 06.01.1999    | 26,4 16.02.20  | 27,5 21.03.1990 | 33 30.04.05     | 34 27.05.05     | 39,2 30.06.15 | 40 20.07.1989 | 41,5 26.08.10 | 36 13.09.1987 | 33 03.10.1985 | 28,5 08.11.15 | 27,5 02.12.1985 | 41,5 2010  |
| Précipitations (mm)                   | 102,8            | 75,6           | 83,2            | 106,2           | 95,1            | 71            | 56,6          | 62            | 72,5          | 84,9          | 113,7         | 107,8           | 1 031,4    |

### Milieux naturels et biodiversité

#### Espaces protégés
La protection réglementaire est le mode d’intervention le plus fort pour préserver des espaces naturels remarquables et leur biodiversité associée,.
Dans ce cadre, la commune fait partie de l'aire d'adhésion du Parc National des Pyrénées. Ce  parc national, créé en 1967, abrite une faune riche et spécifique particulièrement intéressante : importantes populations d’isards, colonies de marmottes réimplantées avec succès, grands rapaces tels le Gypaète barbu, le Vautour fauve, le Percnoptère d’Égypte ou l’Aigle royal, le Grand tétras et le discret Desman des Pyrénées qui constitue l’exemple type de ce précieux patrimoine confié au Parc national et aussi l'Ours des Pyrénées,,.

#### Réseau Natura 2000

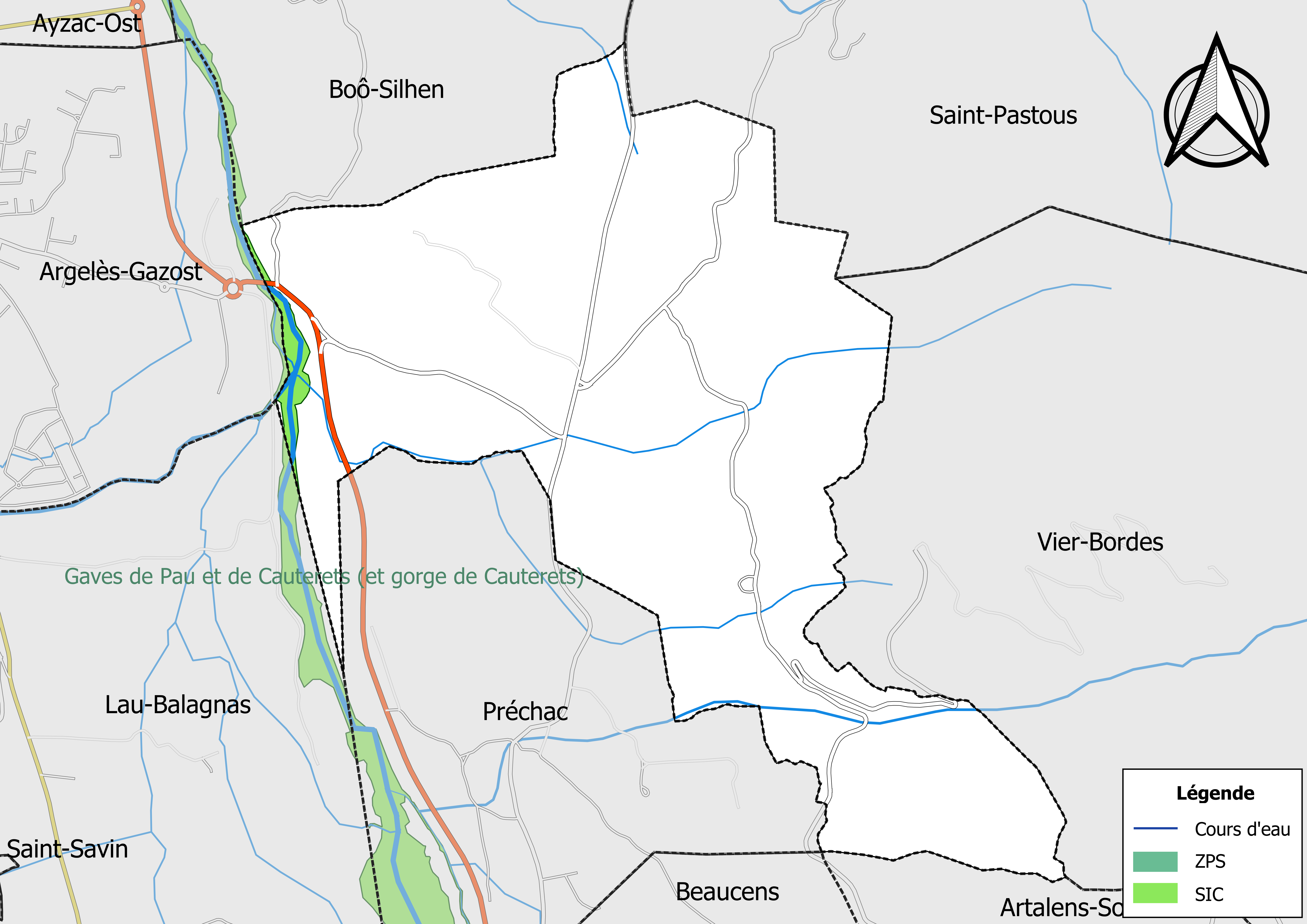
Site Natura 2000 sur le territoire communal.

Le réseau Natura 2000 est un réseau écologique européen de sites naturels d'intérêt écologique élaboré à partir des Directives « Habitats » et « Oiseaux », constitué de zones spéciales de conservation (ZSC) et de zones de protection spéciale (ZPS).
Un site Natura 2000 a été défini sur la commune au titre de la « directive Habitats » : les « gaves de Pau et de Cauterets (et gorge de Cauterets) », d'une superficie de 482 ha, sont un site est localisé sur deux domaines biogéographiques : 42 % pour le domaine atlantique et 58 % pour le domaine alpin. Il sconstituent des réseaux linéaires sélectionnés pour leurs capacités d'accueil du saumon Salmo salar.

#### Zones naturelles d'intérêt écologique, faunistique et floristique

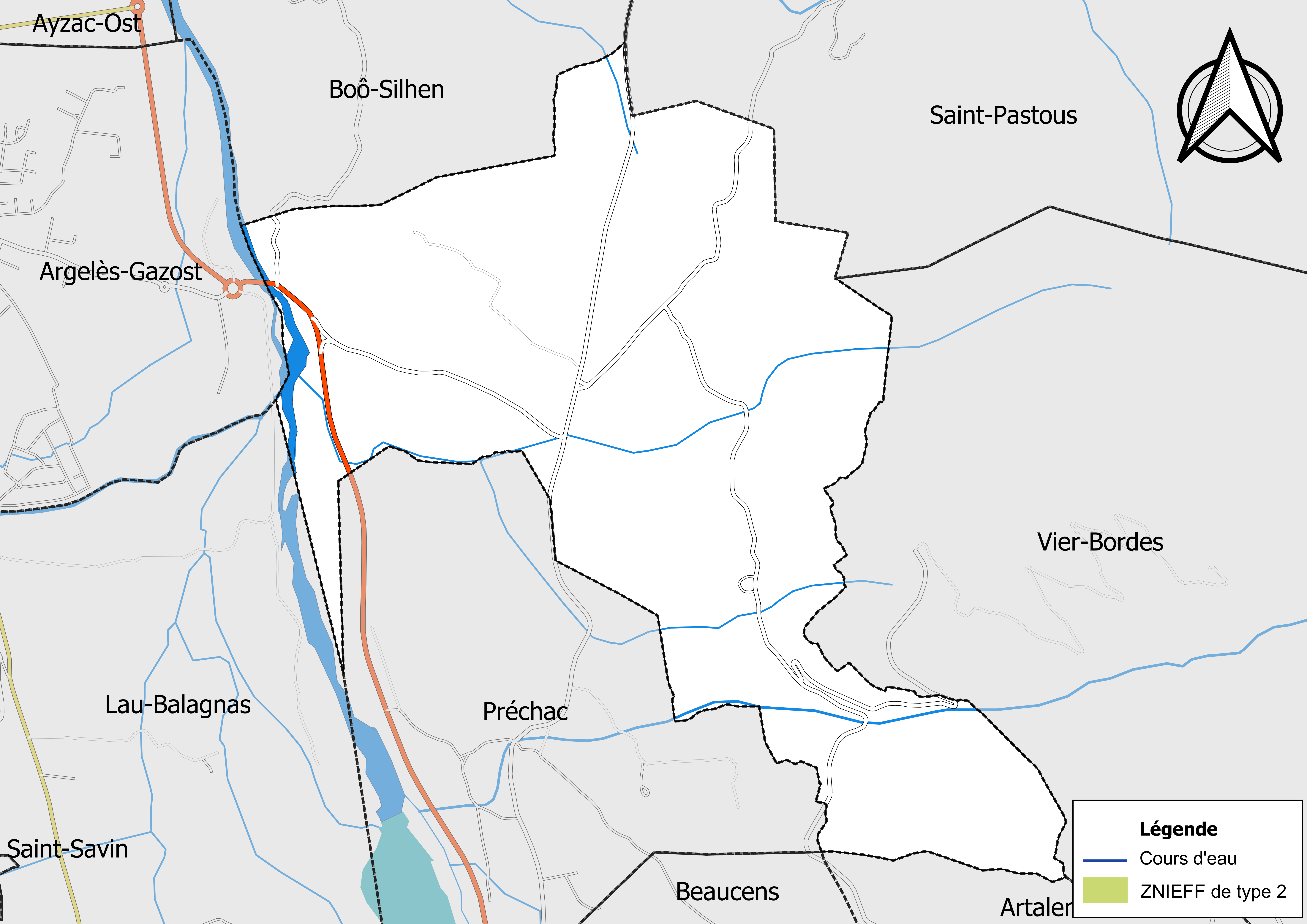
Carte des ZNIEFF de type 2 localisées sur la commune.

L’inventaire des zones naturelles d'intérêt écologique, faunistique et floristique (ZNIEFF) a pour objectif de réaliser une couverture des zones les plus intéressantes sur le plan écologique, essentiellement dans la perspective d’améliorer la connaissance du patrimoine naturel national et de fournir aux différents décideurs un outil d’aide à la prise en compte de l’environnement dans l’aménagement du territoire.
Deux ZNIEFF de type 1 sont recensées sur la commune :
le « Gave d'Azun, ruisseau du Bergons et Gave de Lourdes » (437 ha), couvrant 31 communes dont deux dans les Pyrénées-Atlantiques et 29 dans les Hautes-Pyrénées et 
le « Pied du massif de Hautacam entre Argelès et St-Créac » (961 ha), couvrant 12 communes du département.

## Urbanisme

### Typologie
Au 1er janvier 2024, Ayros-Arbouix est catégorisée commune rurale à habitat dispersé, selon la nouvelle grille communale de densité à sept niveaux définie par l'Insee en 2022.
Elle est située hors unité urbaine. Par ailleurs la commune fait partie de l'aire d'attraction de Lourdes, dont elle est une commune de la couronne,. Cette aire, qui regroupe 45 communes, est catégorisée dans les aires de moins de 50 000 habitants,.

### Occupation des sols
L'occupation des sols de la commune, telle qu'elle ressort de la base de données européenne d’occupation biophysique des sols Corine Land Cover (CLC), est marquée par l'importance des territoires agricoles (63,3 % en 2018), une proportion identique à celle de 1990 (63,3 %). La répartition détaillée en 2018 est la suivante : 
zones agricoles hétérogènes (51,4 %), forêts (35 %), prairies (11,9 %), zones industrielles ou commerciales et réseaux de communication (1,8 %).
L'IGN met par ailleurs à disposition un outil en ligne permettant de comparer l’évolution dans le temps de l’occupation des sols de la commune (ou de territoires à des échelles différentes). Plusieurs époques sont accessibles sous forme de cartes ou photos aériennes : la carte de Cassini (XVIIIe siècle), la carte d'état-major (1820-1866) et la période actuelle (1950 à aujourd'hui).

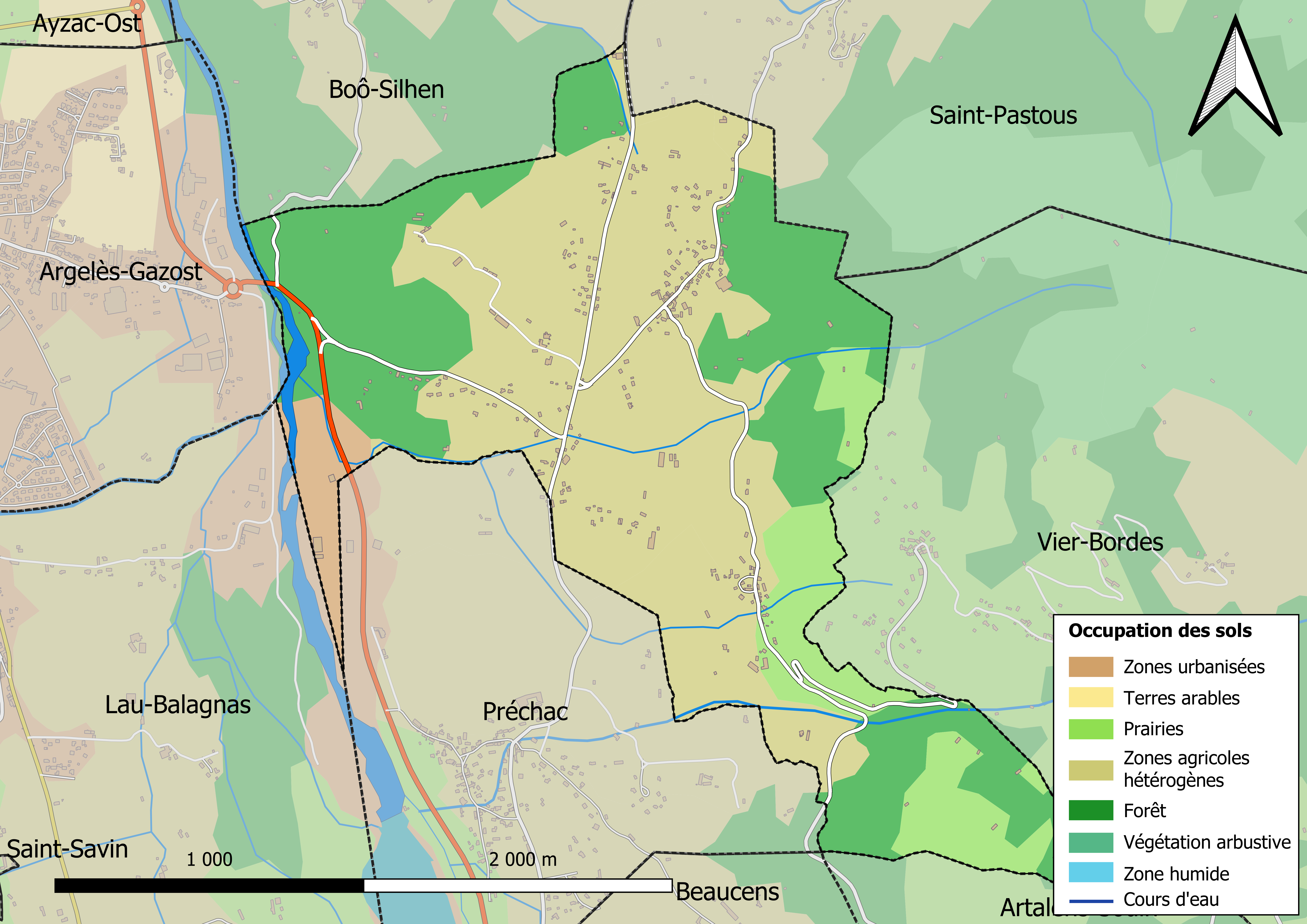
Carte des infrastructures et de l'occupation des sols en 2018 (CLC) de la commune.
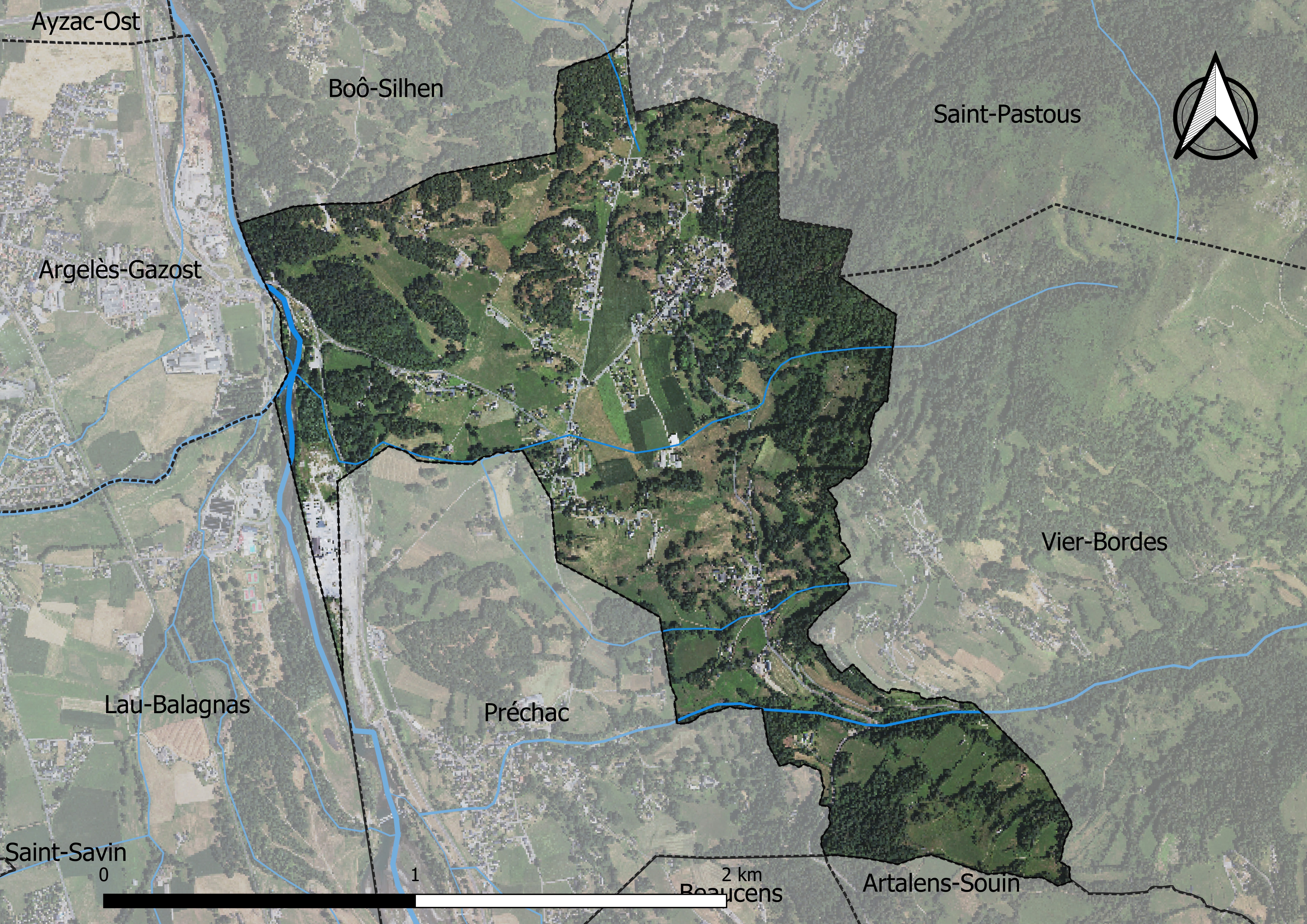
Carte orthophotogrammétrique de la commune.

### Logement
En 2012, le nombre total de logements dans la commune est de 177.

Parmi ces logements, 69.0  % sont des résidences principales, 29.9  % des résidences secondaires et 1.1  % des logements vacants.

### Voies de communication et transports
Cette commune est desservie par les routes départementales D 13 et D 100 (la montée vers Hautacam).

### Risques majeurs
Le territoire de la commune d'Ayros-Arbouix est vulnérable à différents aléas naturels : météorologiques (tempête, orage, neige, grand froid, canicule ou sécheresse), inondations, feux de forêts, mouvements de terrains et séisme (sismicité moyenne). Un site publié par le BRGM permet d'évaluer simplement et rapidement les risques d'un bien localisé soit par son adresse soit par le numéro de sa parcelle.
Certaines parties du territoire communal sont susceptibles d’être affectées par le risque d’inondation par débordement de cours d'eau, notamment le gave de Pau et le gave d'Azun. La cartographie des zones inondables en ex-Midi-Pyrénées réalisée dans le cadre du XIe Contrat de plan État-région, visant à informer les citoyens et les décideurs sur le risque d’inondation, est accessible sur le site de la DREAL Occitanie. La commune a été reconnue en état de catastrophe naturelle au titre des dommages causés par les inondations et coulées de boue survenues en 1982, 1999, 2009 et 2012,.
Ayros-Arbouix est exposée au risque de feu de forêt. Un plan départemental de protection des forêts contre les incendies a été approuvé par arrêté préfectoral le 21 avril 2020 pour la période 2020-2029. Le précédent couvrait la période 2007-2017. L’emploi du feu est régi par deux types de réglementations. D’abord le code forestier et l’arrêté préfectoral du 27 octobre 2014, qui réglementent l’emploi du feu à moins de 200 m des espaces naturels combustibles sur l’ensemble du département. Ensuite celle établie dans le cadre de la lutte contre la pollution de l’air, qui interdit le brûlage des déchets verts des particuliers. L’écobuage est quant à lui réglementé dans le cadre de commissions locales d’écobuage (CLE).

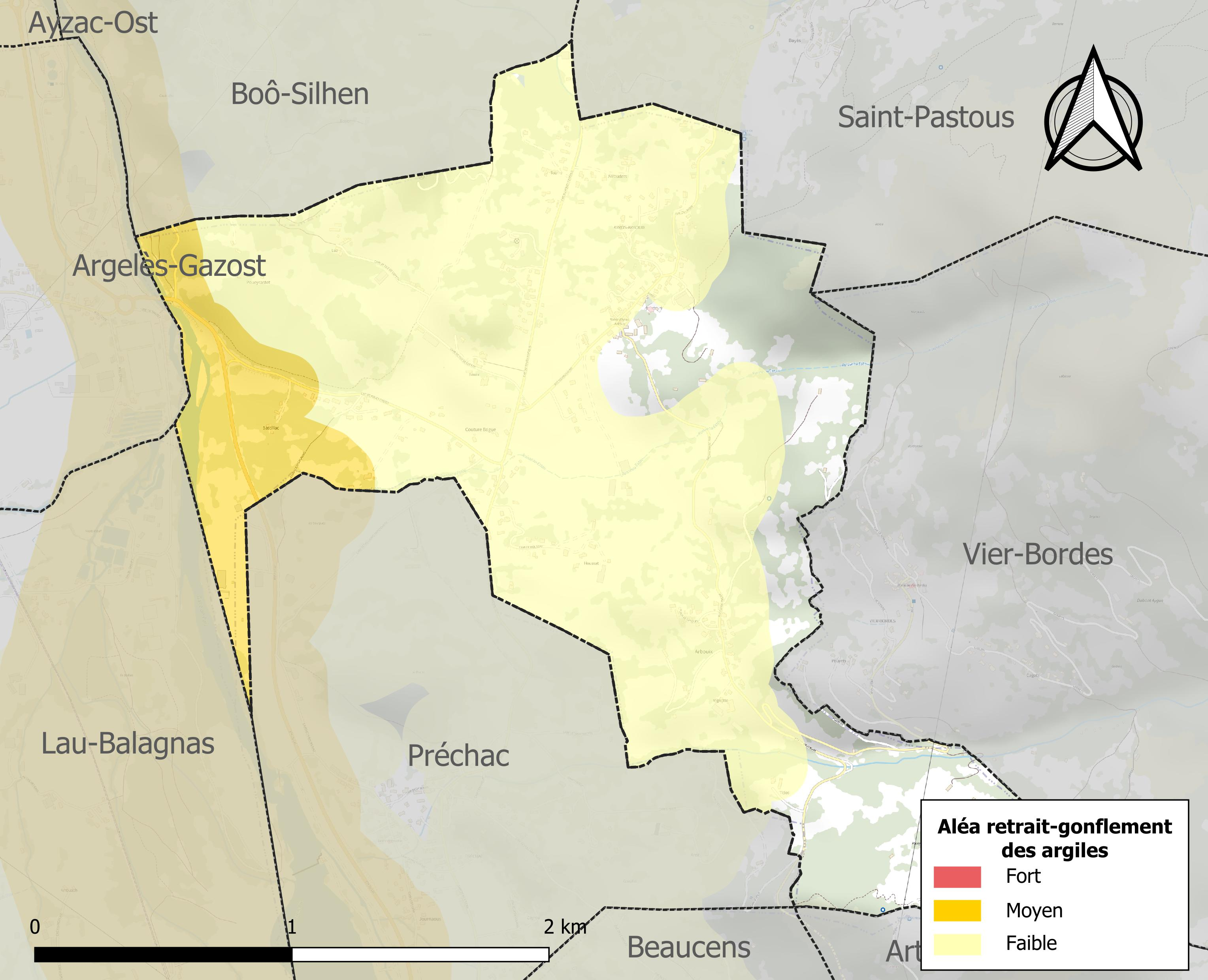
Carte des zones d'aléa retrait-gonflement des sols argileux d'Ayros-Arbouix.

Les mouvements de terrains susceptibles de se produire sur la commune sont des mouvements de sols liés à la présence d'argile et des tassements différentiels.
Le retrait-gonflement des sols argileux est susceptible d'engendrer des dommages importants aux bâtiments en cas d’alternance de périodes de sécheresse et de pluie. 10,1 % de la superficie communale est en aléa moyen ou fort (44,5 % au niveau départemental et 48,5 % au niveau national). Sur les 151 bâtiments dénombrés sur la commune en 2019, 4 sont en aléa moyen ou fort, soit 3 %, à comparer aux 75 % au niveau départemental et 54 % au niveau national. Une cartographie de l'exposition du territoire national au retrait gonflement des sols argileux est disponible sur le site du BRGM,.
Par ailleurs, afin de mieux appréhender le risque d’affaissement de terrain, l'inventaire national des cavités souterraines permet de localiser celles situées sur la commune.
Concernant les mouvements de terrains, la commune a été reconnue en état de catastrophe naturelle au titre des dommages causés par des mouvements de terrain en 1999.

## Toponymie

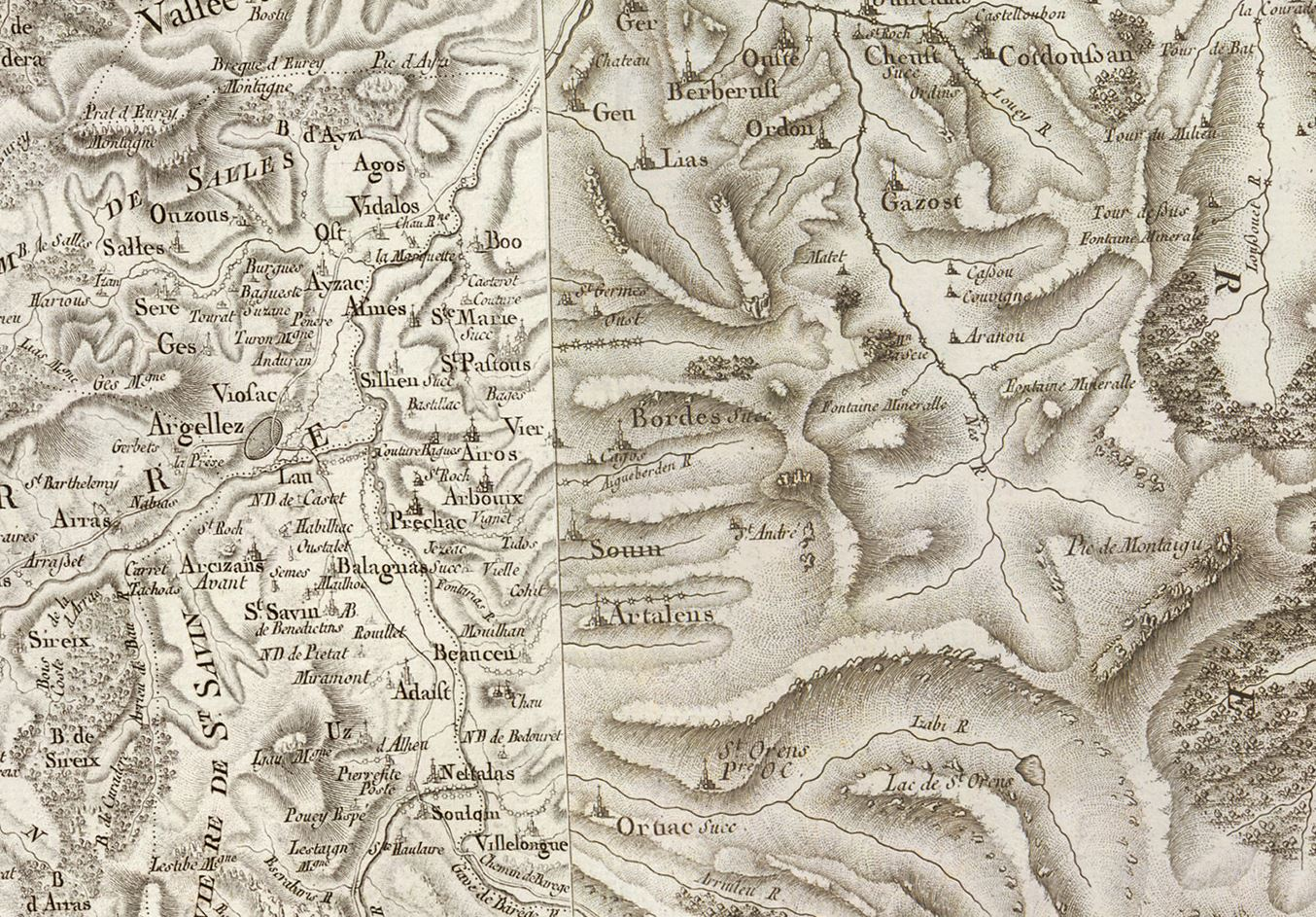
Extrait de la carte de Cassini (entre 1756 et 1789) situant Ayros-Arbouix à l'est d'Argelès-Gazost

On trouvera les principales informations dans le Dictionnaire toponymique des communes des Hautes-Pyrénées de Michel Grosclaude et Jean-François Le Nail qui rapporte les dénominations historiques du village :

### Ayros
Dénominations historiques :
- Airos, (XIIe siècle ou XIIIe siècle, livre vert de Bénac) ;
- Ayros, (1313, ibid. ; 1313, Debita regi Navarre ; 1349, livre vert Bénac) ;
- De Airosio, latin (1342, pouillé de Tarbes) ;
- De Ayrossio, latin (1379, procuration Tarbes) ;
- Ayros, (1429, censier de Bigorre) ;
- Airos, (1790, Département 1) ;
- Airos, (fin XVIIIe siècle, carte de Cassini).

Étymologie : peut-être domaine antique nom de personnage Arius + suffixe aquitain -ossum.
Nom occitan : Airòs.

### Arbouix
Dénominations historiques :
- Arbox, (XIIe siècle ou XIIIe siècle, livre vert Bénac ; 1349, ibid.) ;
- De Arboys, (1313, Debita regi Navarre ; 1349, livre vert Bénac) ;
- De Arboxio, latin (1342, pouillé de Tarbes) ;
- d’Arboxis, latin (1379, procuration Tarbes) ;
- Arboix, (1406, livre vert Bénac ; 1429, censier Bigorre) ;
- Arbouix, (1790, Département 1) ;
- Arbouch, (1790, Département 2) ;
- Arbouix, (fin XVIIIe s., carte de Cassini).

Étymologie :  peut-être domaine antique nom de personnage Arius + suffixe aquitain -ossum.
Nom occitan : Arboish.

## Histoire

### Cadastre napoléonien d' Ayros-Arbouix
- Le plan cadastral napoléonien d'Ayros est consultable sur le site des Archives départementales des Hautes-Pyrénées[37].
- Le plan cadastral napoléonien d'Arbouix est consultable sur le site des archives départementales des Hautes-Pyrénées[38].

Ayros et Arbouix sont citées comme communes distinctes en 1790, elles sont réunies en 1846.

## Politique et administration

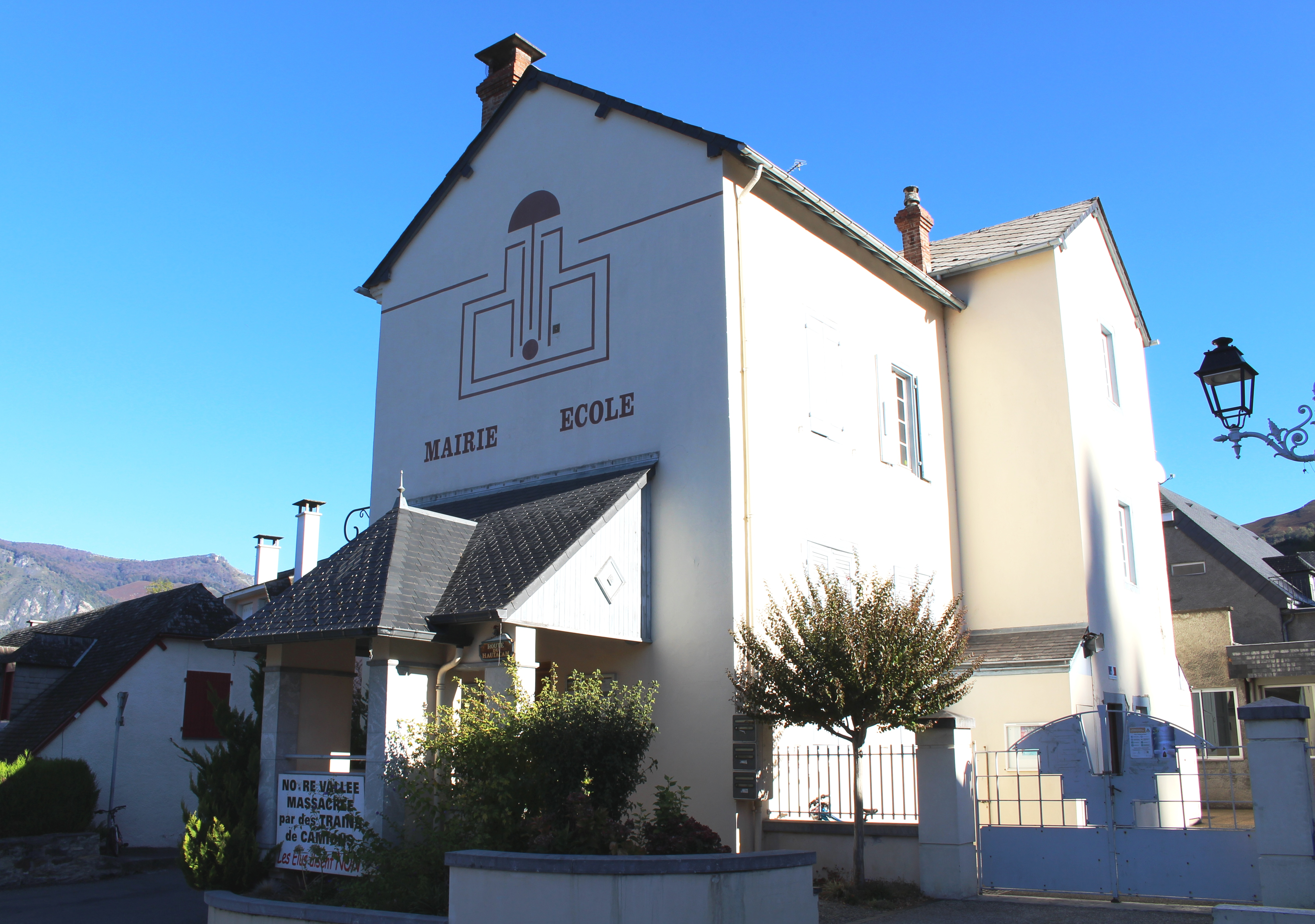
La mairie en 2017.

### Liste des maires
| Période                                  | Période   | Identité           | Étiquette | Qualité |
| ---------------------------------------- | --------- | ------------------ | --------- | ------- |
| Les données manquantes sont à compléter. |           |                    |           |         |
|                                          |           |                    |           |         |
| mars 1965                                | 1977      | André Sempé        |           |         |
| mars 1977                                | mars 1989 | Louis Pédarribes   |           |         |
| mars 1989                                | mars 2014 | Jean-Louis Pambrun |           |         |
| mars 2014                                | en cours  | Régis Baudiffier   | SE        |         |

### Rattachements administratifs et électoraux

#### Historique administratif
Pays et sénéchaussée de Bigorre, Lavedan, Arribèra de Davantaygue, canton de Davantaygue (1790), Argelès (depuis 1801). Communautés distinctes Couture-Bague, est une dépendance d'Ayros, non mentionnée dans la première répartition de 1790, est citée comme commune du canton de Davantaygue dans la seconde, et rattachée à Ayros entre 1791 et 1801. Ayros et Arbouix sont réunies en 1846.

#### Intercommunalité
Ayros-Arbouix appartient à la communauté de communes Pyrénées Vallées des Gaves créée en janvier 2017 et qui réunit 46 communes.

## Population et société

### Démographie

#### Évolution démographique
| 1793 | 1800 | 1806 | 1821 | 1831 | 1836 | 1841 | 1846 | 1851 |
| ---- | ---- | ---- | ---- | ---- | ---- | ---- | ---- | ---- |
| 148  | 193  | 192  | 212  | 198  | 222  | 344  | 380  | 401  |

| 1856 | 1861 | 1866 | 1872 | 1876 | 1881 | 1886 | 1891 | 1896 |
| ---- | ---- | ---- | ---- | ---- | ---- | ---- | ---- | ---- |
| 422  | 360  | 365  | 338  | 337  | 351  | 317  | 280  | 252  |

| 1901 | 1906 | 1911 | 1921 | 1926 | 1931 | 1936 | 1946 | 1954 |
| ---- | ---- | ---- | ---- | ---- | ---- | ---- | ---- | ---- |
| 266  | 262  | 232  | 223  | 206  | 204  | 192  | 206  | 211  |

| 1962 | 1968 | 1975 | 1982 | 1990 | 1999 | 2005 | 2006 | 2010 |
| ---- | ---- | ---- | ---- | ---- | ---- | ---- | ---- | ---- |
| 220  | 228  | 235  | 256  | 230  | 231  | 298  | 304  | 291  |

| 2015 | 2020 | 2022 | - | - | - | - | - | - |
| ---- | ---- | ---- | - | - | - | - | - | - |
| 313  | 344  | 345  | - | - | - | - | - | - |

### Enseignement

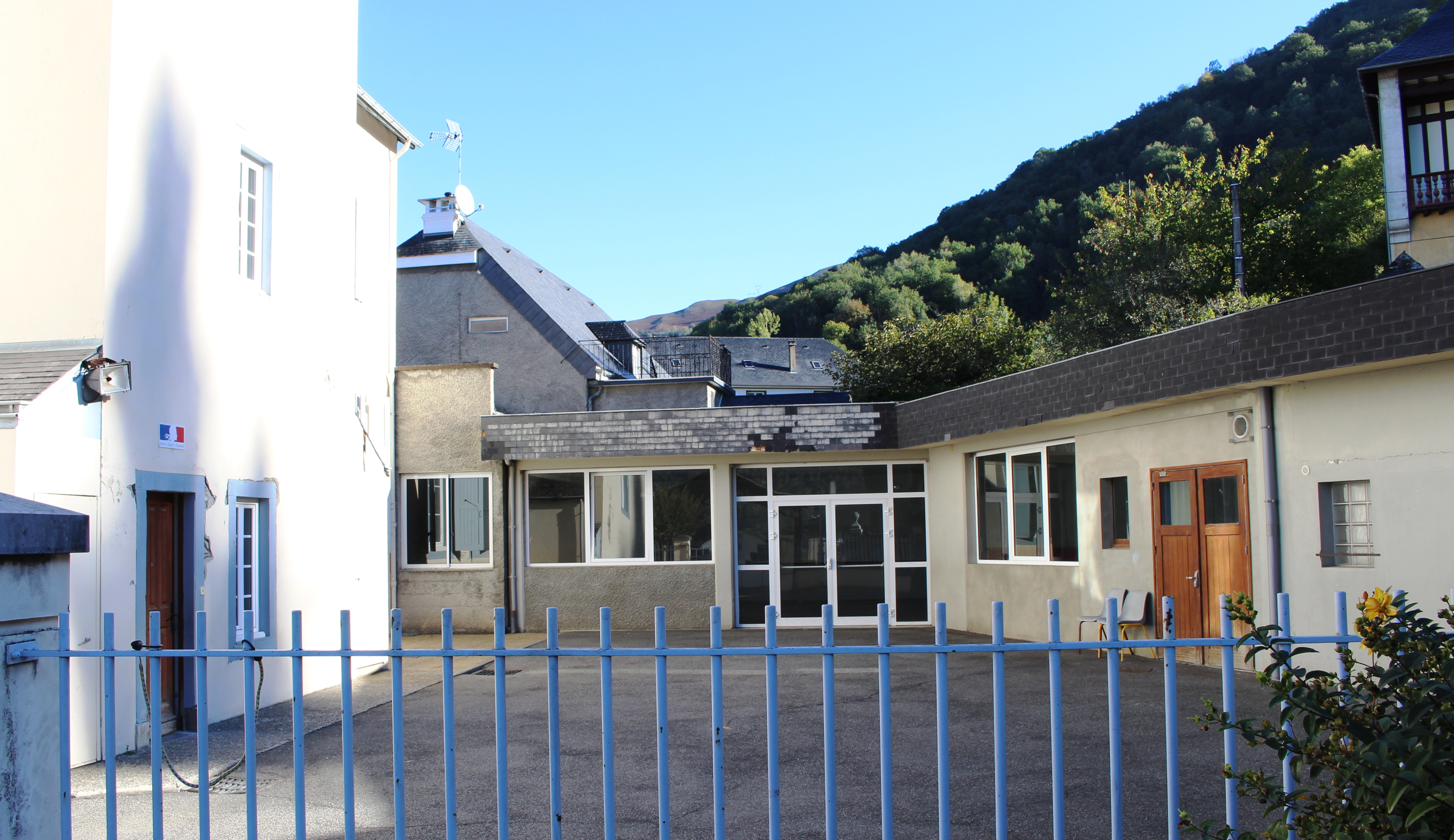
L'école élémentaire en 2017.

La commune dépend de l'académie de Toulouse. Elle dispose d’une école en 2017.
- École élémentaire.

### Sports
Le village comporte un plantier où l'on joue aux quilles de neuf.

## Économie

### Revenus
En 2018, la commune compte 152 ménages fiscaux, regroupant 350 personnes. La médiane du revenu disponible par unité de consommation est de 21 310 € (20 420 € dans le département).

### Emploi
|                | 2008  | 2013   | 2018  |
| -------------- | ----- | ------ | ----- |
| Commune        | 3,5 % | 10,6 % | 5 %   |
| Département    | 7,7 % | 9,4 %  | 9,8 % |
| France entière | 8,3 % | 10 %   | 10 %  |

En 2018, la population âgée de 15 à 64 ans s'élève à 189 personnes, parmi lesquelles on compte 80,1 % d'actifs (75,1 % ayant un emploi et 5 % de chômeurs) et 19,9 % d'inactifs,. Depuis 2008, le taux de chômage communal (au sens du recensement) des 15-64 ans est inférieur à celui de la France et du département.
La commune fait partie de la couronne de l'aire d'attraction de Lourdes, du fait qu'au moins 15 % des actifs travaillent dans le pôle,. Elle compte 36 emplois en 2018, contre 38 en 2013 et 31 en 2008. Le nombre d'actifs ayant un emploi résidant dans la commune est de 147, soit un indicateur de concentration d'emploi de 24,8 % et un taux d'activité parmi les 15 ans ou plus de 57 %.
Sur ces 147 actifs de 15 ans ou plus ayant un emploi, 24 travaillent dans la commune, soit 17 % des habitants. Pour se rendre au travail, 85,3 % des habitants utilisent un véhicule personnel ou de fonction à quatre roues, 0,6 % les transports en commun, 4,5 % s'y rendent en deux-roues, à vélo ou à pied et 9,6 % n'ont pas besoin de transport (travail au domicile).

## Culture locale et patrimoine

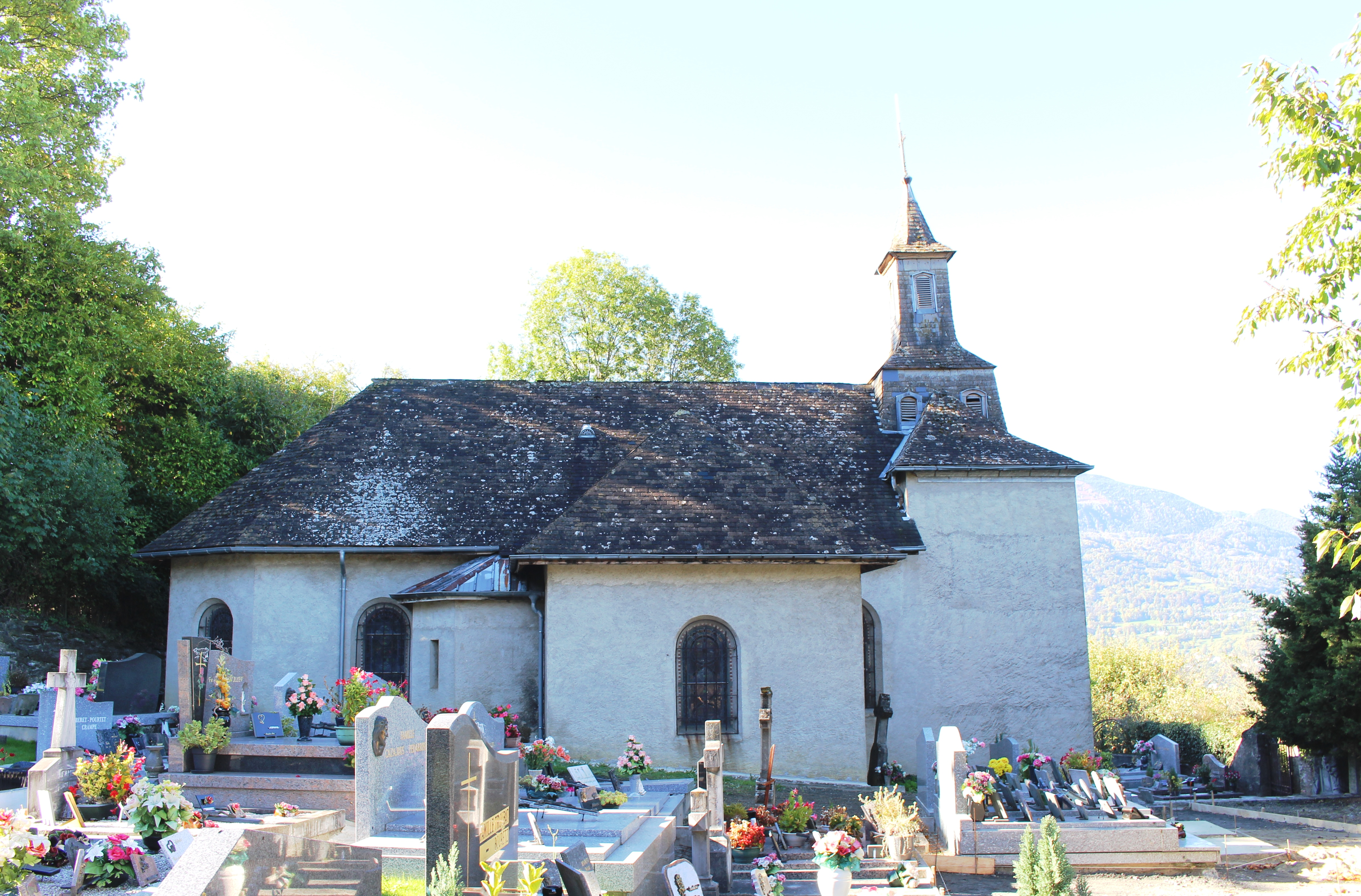
L'église Saint-Germé d'Ayros en 2017.

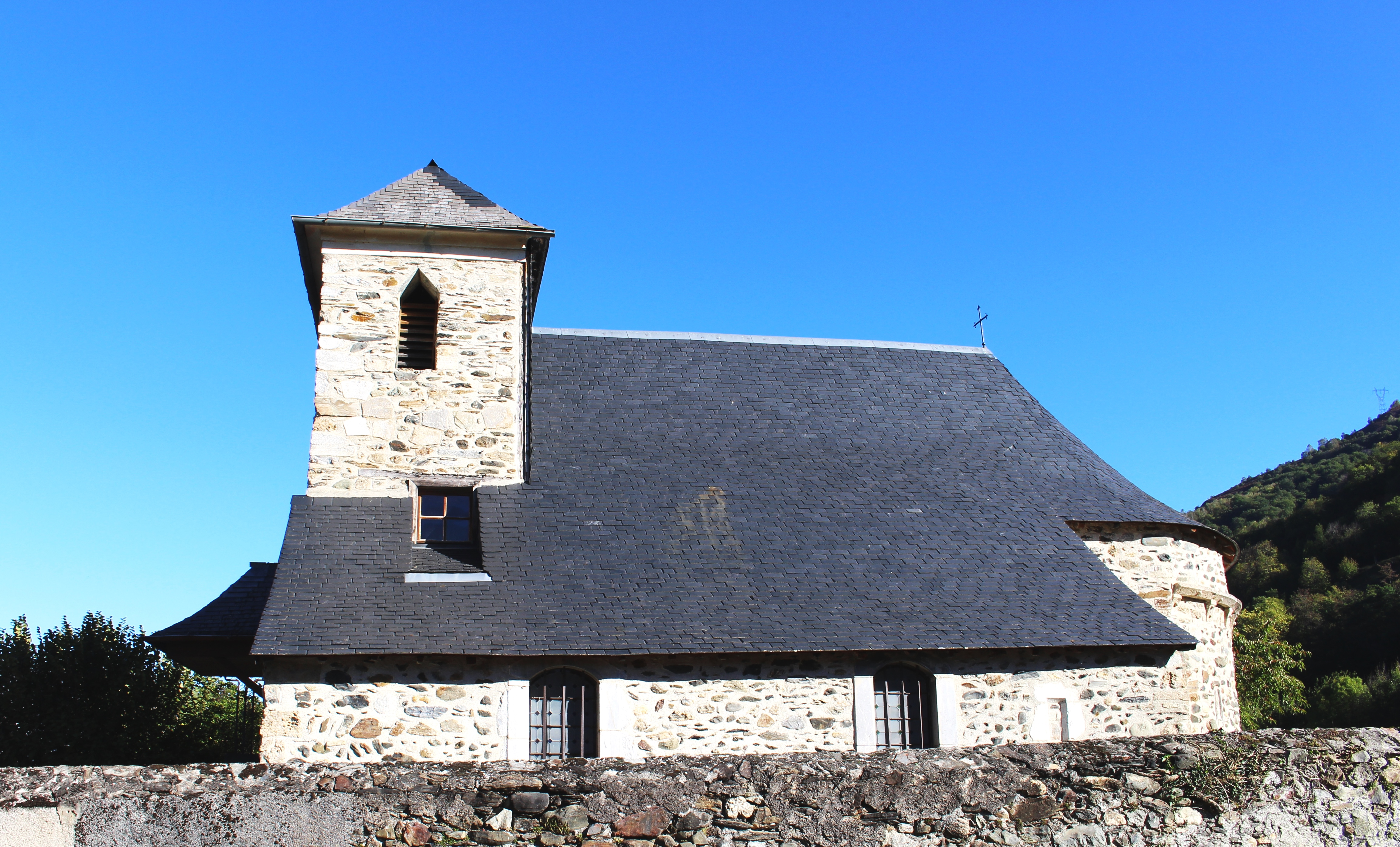
L'église Saint-Martin d'Arbouix en 2017.

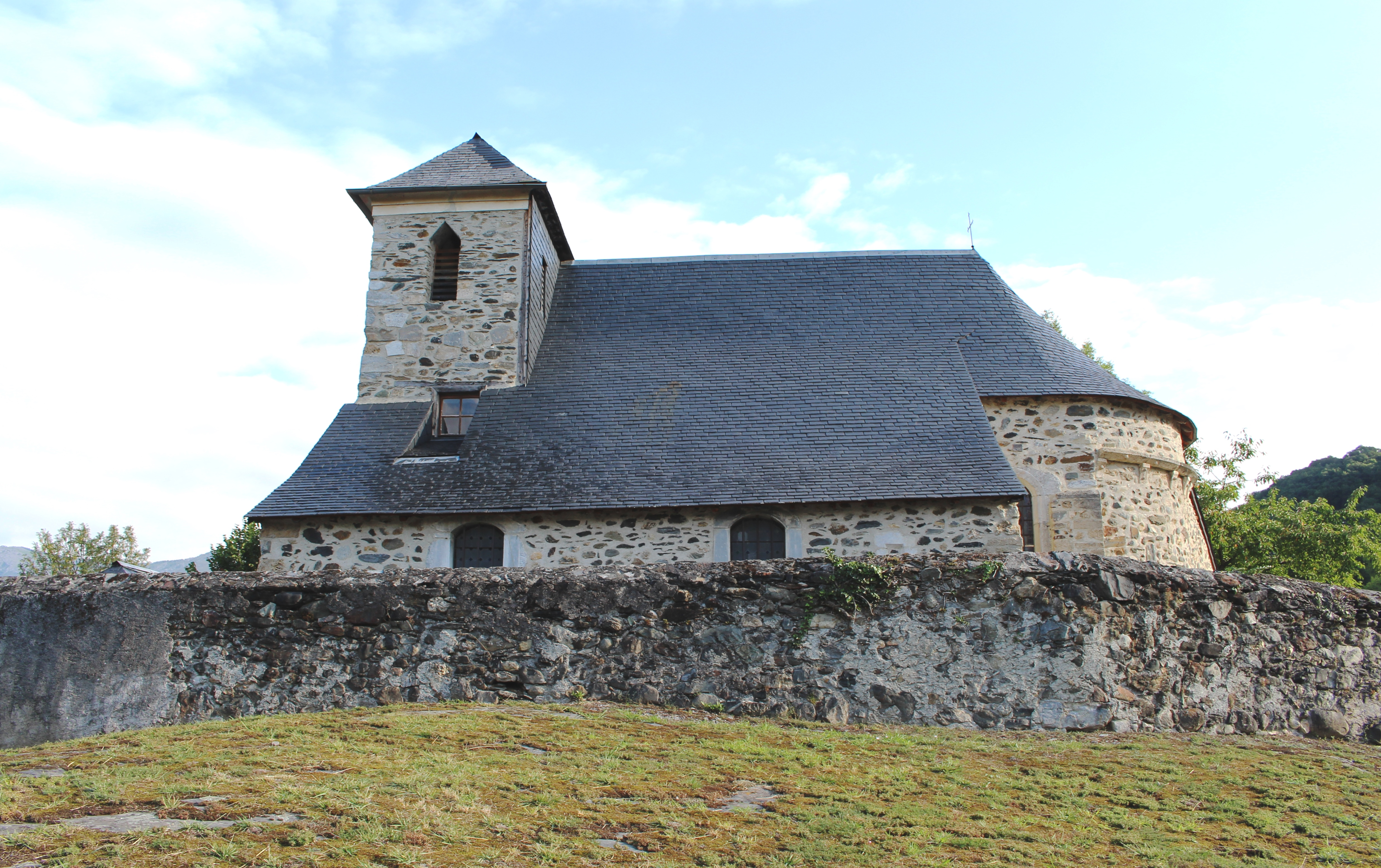
L'église Saint-Martin d'Arbouix.

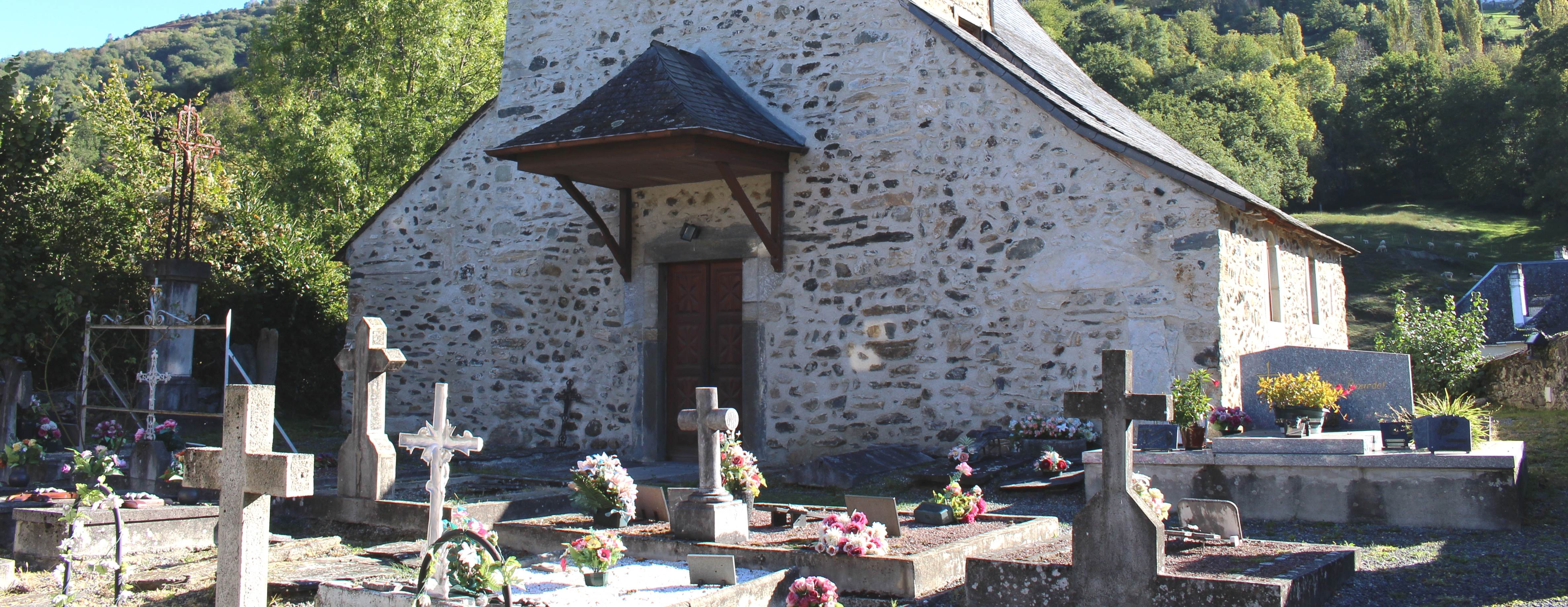
Le cimetière.

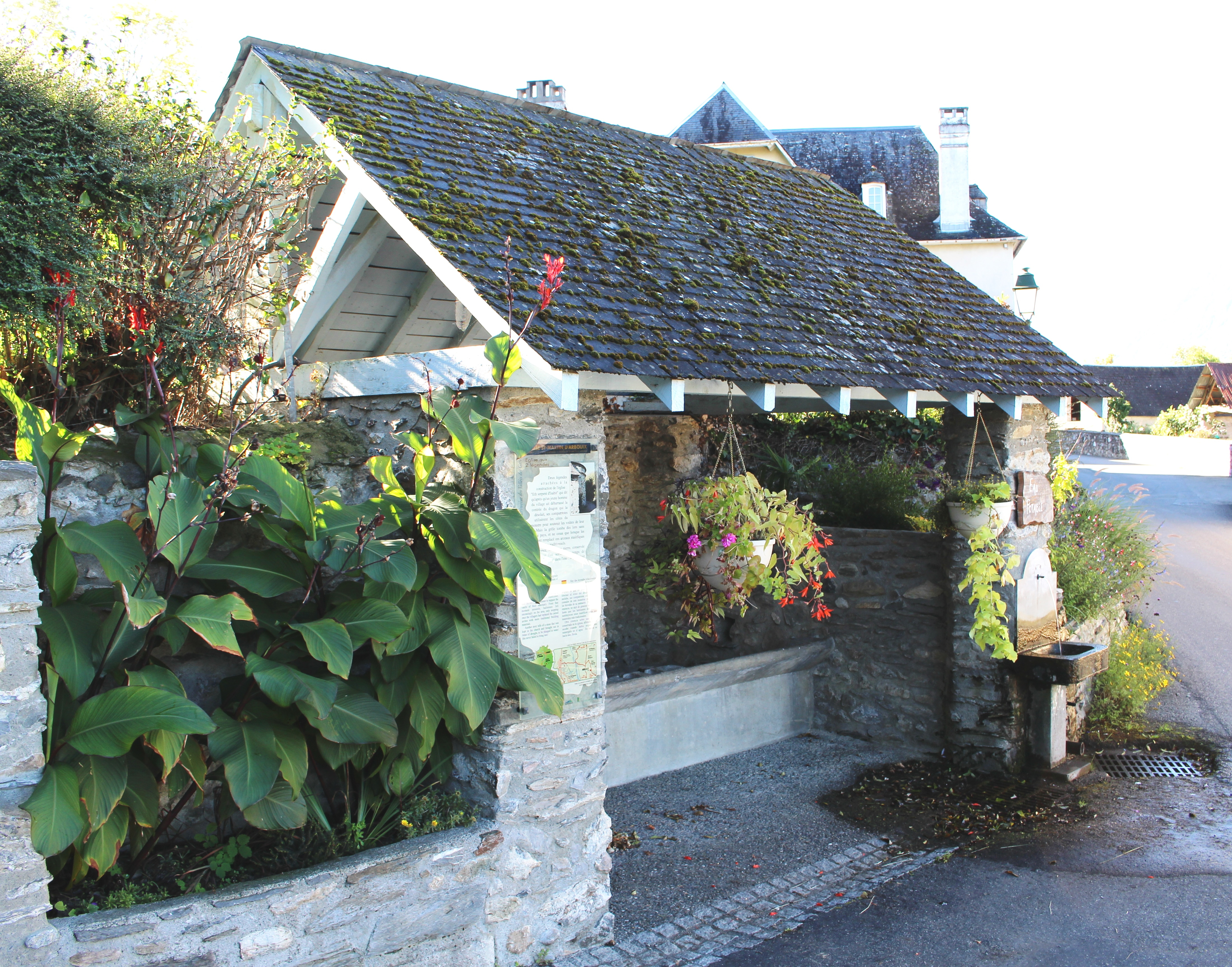
Le lavoir d'Arbouix en 2017.

### Lieux et monuments
- Église Saint-Germé d'Ayros.
- Église Saint-Martin d'Arbouix.
- Lavoir.

### Héraldique
| Blason | Blasonnement : d'azur à la fasce ondée haussée d'argent, accompagnée en chef des inscriptions AY à dextre et AR à senestre en lettres capitales du même et en pointe d'un arc couché d’or, cordé de gueules, sur lequel est ajustée une flèche d'argent, empennée et ferrée d'or. Commentaires : blason officiel (avril 2015). |

Sélection de vues diverses
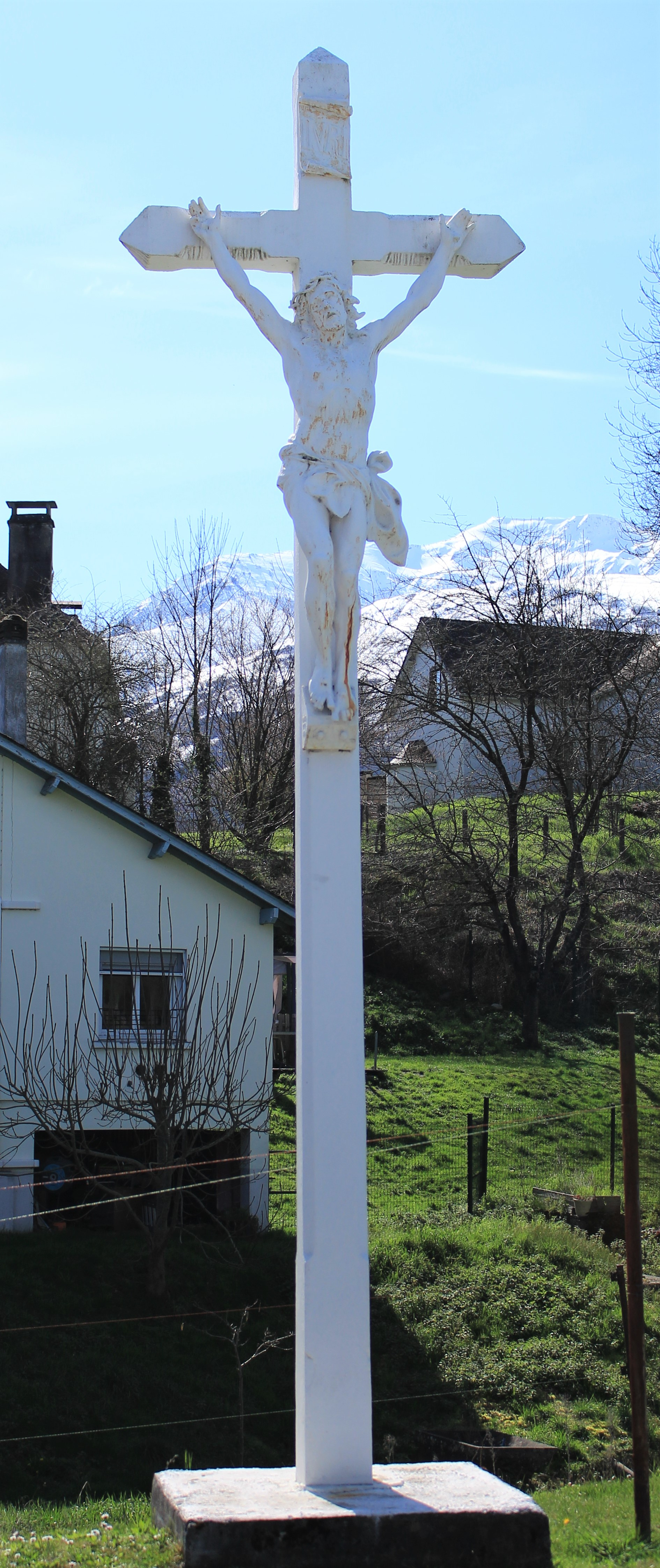
Une croix.
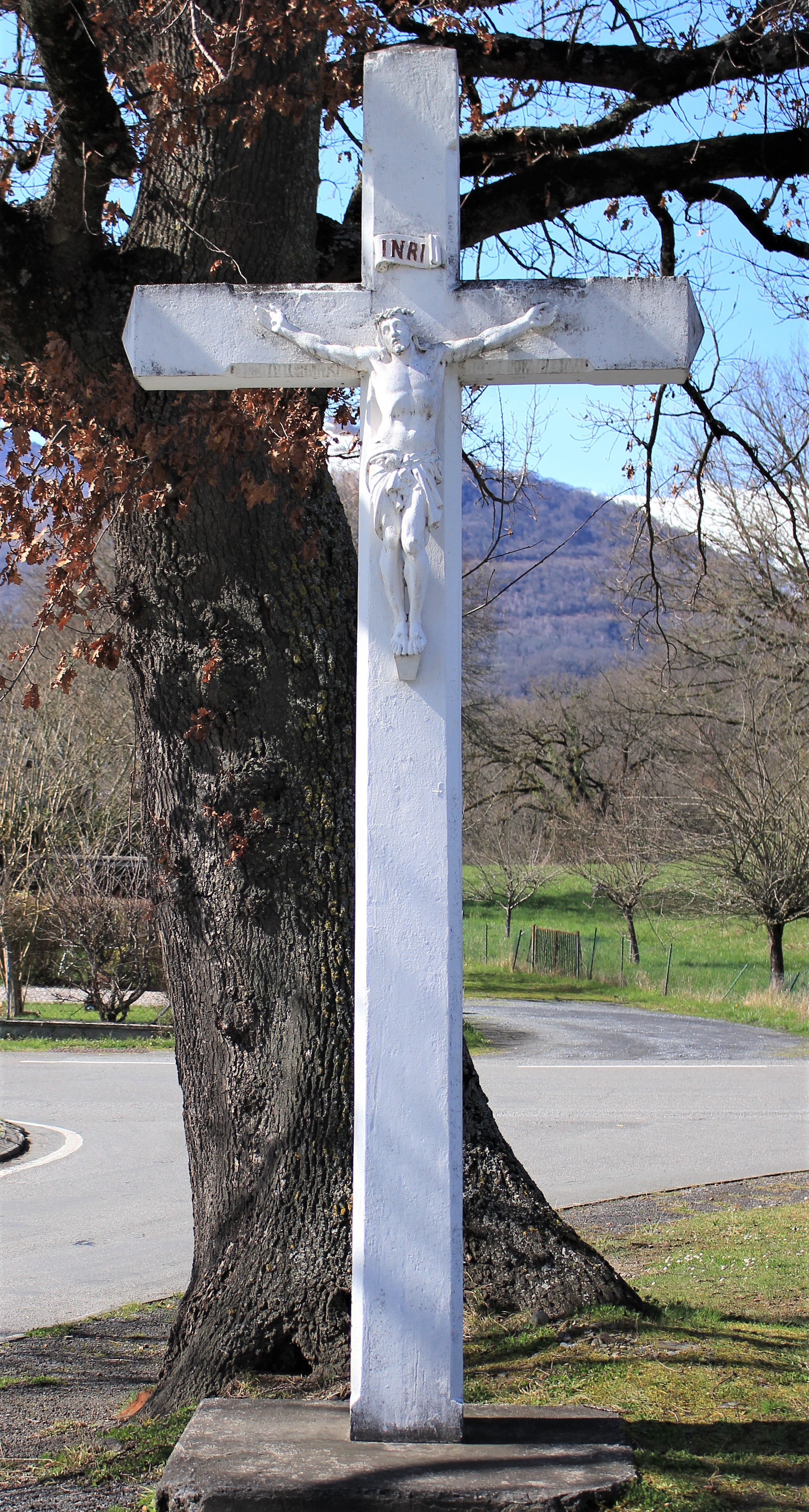
Une croix.
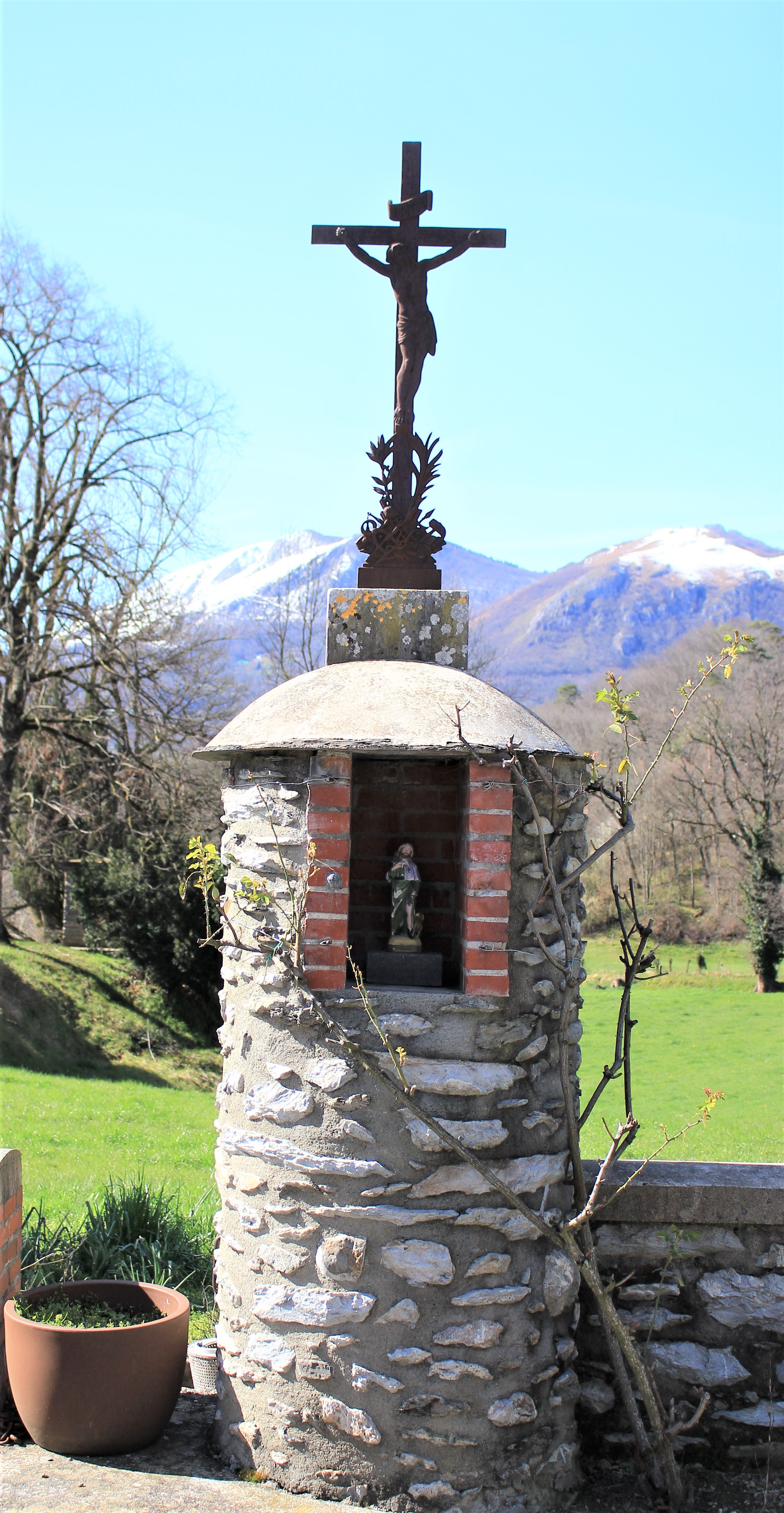
L'Oratoire.